# Saitis insecta
Saitis insecta är en spindelart som först beskrevs av Henry Roughton Hogg 1896.  Saitis insecta ingår i släktet Saitis och familjen hoppspindlar. Inga underarter finns listade i Catalogue of Life.